# Kekkon shinai
Kekkon shinai (結婚しない, Litt. Ne jamais se marier) est une série drama télévisée japonaise qui a été diffusée du 11 octobre 2012 au 20 décembre 2012 sur Fuji TV.

## Synopsis
Selon un recensement national, le nombre de femmes célibataires entre l'âge de 30 à 40 ans a augmenté et est maintenant à son plus haut niveau. Comparé à dix ans auparavant, le taux de femmes célibataires a augmenté de 6,7 % et 8,5 % par femme dans leur début et fin de la trentaine, respectivement. Pourquoi elles ne se marient pas ?
Chiharu Tanaka est une femme célibataire qui atteint ses 35 ans. Elle voit ses amis se marier et avoir des enfants. En les regardant, elle devient inquiète, mais ne peut pas se marier.
Haruko Kirishima est une femme célibataire de 44 ans. Elle est philosophique à propos du mariage, la naissance d'enfants, et des rendez-vous galants. Elle ne pense pas à se marier.
Junpei Kudo est un homme célibataire qui n'a pas les moyens de se marier.
Les femmes apparaissant dans ce drama sont célibataires pour des raisons diverses incluant le fait qu'elles ont de hautes attentes, ne peuvent pas être elles-mêmes devant des hommes, sont attirées par des perdants, pensent qu'être célibataire est beaucoup plus facile, ou que les hommes sont peu fiables. Elles sont presque sur le point de perdre tout espoir, cependant, ce n'est pas qu'elles ne veuillent pas se marier, c'est juste que… ça ne marche pas. Elles ne savent pas si elles se marient pour elles ou pour faire plaisir aux autres, ou elles mettent en doute s'il y a vraiment une raison de se marier.

## Fiche technique
- Scénaristes : Takako Yamazaki, Riko Sakaguchi
- Producteur : Yusuke Ishii, Ryo Tanaka
- Réalisateur : Toshiyuki Nakano
- Musique : Suehiro Kenichiro, MAYUKO
- Chaine : Fuji TV
- Épisodes : 11
- Durée : 46 minutes
- Jour et heure de diffusion : jeudi à 22h
- Date de première diffusion : 11 octobre 2012
- Chanson du générique de fin : Kami hikouki interprétée par Kobukuro.

## Distribution
- Miho Kanno : Chiharu Tanaka
- Yuki Amami : Haruko Kirishima
- Hiroshi Tamaki : Junpei Kudo
- Koichi Mantaro : Tanigawa Shuji
- Miyoshi Ayaka : Sakura Mai
- Ito Ayumi : Kouno Mizuki
- Sharo : Suzuki Tomomi
- Nagae Yuuki : Sato Shota
- Higashide Masahiro : Yamada Hiroki
- Fukuda Ayano : Suzumura Mariko
- Irie Jingi : Morita Jun
- Nakamura Yuri : Tanaka Chinatsu
- Aoyagi Sho : Tachibana Yoichiro
- Ishibashi Ryo : Higuchi Toru
- Ichikawa Miwako : Watanabe Tsugumi
- Harumi Shiho : Tanaka Suguru
- Ichige Yoshie : Tanaka Noriko
- Kaji Meiko : Kirishima Yoko

### Invités
- Nishiyama Mayuko : Ishikawa Yukari (ep1-2,6)
- Nishio Mari : Mikako (ep1-2)
- Ichikawa Chieko : Kirishima Fusae (ep1,3)
- Hasebe Hitomi : Kikuchi Hitomi (ep1)
- Nakano Junichiro : (ep1,3)
- Tajima Shunya : (ep1,3)
- Mitani Yumi : (ep1)
- Fujisawa Taigo : (ep1)
- Ena Sayaka : (ep1)
- Hakamada Yoshihiko : Kubo Yuji (ep1)
- Kanzaki Koichiro : (ep1)
- Tokui Yuu : un policier (ep1)
- Nakamura Shunsuke : Kojima Keisuke (ep1,3)
- Inoue Hajime : client de la Maison Florale (ep2)
- Yahata Tomoaki : mari de Yukari (ep2)
- Ikeuchi Mansaku : Asai Takashi (ep2)
- Matsuoka Mieko : Miho (ep3)
- Ishikawa Shinichiro : couple heureux (ep3)
- Kodama Satsuki : couple heureux (ep3)
- Taguchi Hiroko : (ep3)
- Tate Misato : (ep3)
- Yamanaka So : Sawai Hideo (ep3,5)
- Mashima Hidekazu : Kudo Ryohei (ep4)
- Takubo Issei : Kudo Yoshio (ep4)
- Umishima Yuki : une infirmière (ep4)
- Shirato Naoko : mère de Yoichiro (ep4)
- Fujimoto Izumi : Higuchi Manami (ep5)
- Nagashima Kazuaki : membre du personnel d'un restaurant(ep5)
- Mariko Tsutsui : Higuchi Shiori (ep5)
- Igarashi Sora : Ishikawa Ren (ep6)
- Inoue Koh : un médecin (ep6)
- Tajitsu Yoko : une infirmière (ep6)
- Shimizu Kiriko : une infirmière (ep6)
- Saeki Arata : manager de H.I.S (ep7,9)
- Hisamatsu Nobuyoshi : (ep7)
- Tokushige Satoshi : Takahara Seiji (ep7-9)
- Takasugi Ko : Kobayashi Kazuo (ep8)
- Nakawaki Mikito : membre du personnel du Hello Work (ep9)
- Konno Asami : Takayanagi Yuko (ep10-11)

## Audience
Le drama a rassemblé environ 11,8 % de téléspectateurs en moyenne pendant sa diffusion dans le Kanto[réf. nécessaire].
| Audience dans le Kanto (première diffusion, Japon) |